# 군의 확대
군론에서 군의 확대(群-擴大, 영어: group extension)는 군을 정규 부분군과 몫군으로 나타내는 방법이다.

## 정의
군의 범주에서, 다음과 같은 짧은 완전열이 있다고 하자.
{\displaystyle 1\rightarrow N{\xrightarrow {\iota }}G{\xrightarrow {\pi }}Q\rightarrow 1}
즉,
{\displaystyle G/\iota (N)\cong Q}
이다. 그렇다면 {\displaystyle G}를 {\displaystyle N}에 의한 {\displaystyle Q}의 확대(영어: extension of Q by N)라고 한다.
만약 {\displaystyle N}이 {\displaystyle G}의 중심의 부분군이라면, 즉
{\displaystyle \iota (N)\subset Z(G)}
이라면 이를 중심 확대(中心擴大, 영어: central extension)라고 한다.
{\displaystyle N}의 {\displaystyle Q}로의 두 확대
{\displaystyle 1\to N{\xrightarrow {\iota }}G{\xrightarrow {\pi }}Q\to 1}
{\displaystyle 1\to N{\xrightarrow {\iota '}}G'{\xrightarrow {\pi '}}Q\to 1}
에 대하여, 만약 다음 그림
{\displaystyle {\begin{matrix}1&\to &N&{\xrightarrow {\iota }}&G&{\xrightarrow {\pi }}&Q&\to &1\\&&\|&&{\scriptstyle \phi }\downarrow \!{\wr }&&\|\\1&\to &N&{\xrightarrow[{\iota '}]{}}&G'&{\xrightarrow[{\pi '}]{}}&Q&\to &1\end{matrix}}}
을 가환하게 하는 군 동형 {\displaystyle \phi \colon G\to G'}이 존재한다면, {\displaystyle G}와 {\displaystyle G'}을 서로 동형인 확대라고 한다.

## 분류
군의 확대들의 동형류들은 2차 군 코호몰로지에 의하여 분류된다.

### 아벨 군의 범주 속에서의 확대
{\displaystyle N}과 {\displaystyle Q}가 아벨 군이며, 확대된 군 {\displaystyle G} 역시 아벨 군이라고 하자. 이러한 군의 확대는 Ext 함자에 의하여 분류된다. 구체적으로, 이러한 아벨 군의 범주 속에서의 확대들의 동형류들은
{\displaystyle \operatorname {Ext} _{\mathbb {Z} }^{1}(Q,N)}
과 표준적으로 일대일 대응한다.

### 아벨 정칙 부분군의 경우
{\displaystyle N}이 아벨 군이라고 하자. 그렇다면, {\displaystyle N}의 {\displaystyle Q}에 대한 분류들은 다음과 같은 집합과 표준적으로 일대일 대응한다.
{\displaystyle \bigsqcup _{\phi \in \hom(Q,\operatorname {Aut} N)}\operatorname {H} _{\phi }^{2}(Q,N)}
여기서 {\displaystyle \operatorname {H} _{\phi }^{2}(Q,N)}은 {\displaystyle N}을 작용 {\displaystyle \phi }를 갖춘 {\displaystyle Q}-가군으로 보았을 때의 2차 군 코호몰로지이다. 즉, 군의 확대 {\displaystyle N\to G\to Q}가 주어졌을 때, 자연스러운 준동형
{\displaystyle \phi \colon Q\to \operatorname {Aut} N}
{\displaystyle \phi \colon q\mapsto (n\mapsto qnq^{-1})}
이 유도되는데, 주어진 준동형 {\displaystyle \phi }에 대응하는 확대들은 2차 군 코호몰로지 {\displaystyle \operatorname {H} _{\phi }^{2}(Q,N)}과 표준적으로 대응한다. 이는 반직접곱 {\displaystyle N\rtimes _{\phi }Q}가 표준적인 밑점(영어: basepoint)을 제공하기 때문이다.
특히, {\displaystyle Q}의 아벨 군 {\displaystyle N}에 대한 중심 확대는 자명한 작용 {\displaystyle q\cdot n=n\;\forall q\in Q,n\in N}에 대응하며, 중심 확대는 자명한 {\displaystyle Q}-가군 계수의 2차 군 코호몰로지 {\displaystyle \operatorname {H} ^{2}(Q,N)}와 표준적으로 일대일 대응한다.

### 무중심 정칙 부분군의 경우
{\displaystyle N}의 중심이 자명군일 경우, {\displaystyle N}의 {\displaystyle Q}에 대한 확대의 동형류들은 군 준동형
{\displaystyle Q\to \operatorname {Out} N=\operatorname {Aut} N/\operatorname {Inn} N}
과 일대일 대응한다.:106, Corollary 6.8; Exercise 6.1
이는 가환 그림
{\displaystyle {\begin{matrix}1&\to &N&\hookrightarrow &G&\twoheadrightarrow &Q&\to &1\\&&\|&&\downarrow \scriptstyle \phi ^{*}&&\downarrow \scriptstyle \phi \\1&\to &\operatorname {Inn} N&\hookrightarrow &\operatorname {Aut} N&\twoheadrightarrow &\operatorname {Out} N&\to &1\end{matrix}}}
에서, {\displaystyle \phi ^{*}\colon G\to \operatorname {Aut} N}이 {\displaystyle \phi \colon Q\to \operatorname {Out} N}으로부터 완전히 결정되기 때문이다. 특히, {\displaystyle N}이 자명한 중심을 갖고, 또한 외부자기동형군 역시 자명하다면, {\displaystyle N}의 모든 확대는 직접곱이다. 이러한 조건을 만족시키는 군을 완비군(完備群, 영어: complete group)이라고 한다.

### 외부 자기 동형을 갖지 않는 정칙 부분군의 경우
만약 {\displaystyle \operatorname {Out} N}이 자명군이라면, 준동형 {\displaystyle Q\to \operatorname {Out} N}은 자명한 준동형밖에 없다. 이 경우, 모든 확대들은 2차 군 코호몰로지 {\displaystyle \operatorname {H} ^{2}(Q,\operatorname {Z} (N))}와 표준적으로 일대일 대응하며, {\displaystyle 0\in \operatorname {H} ^{2}(Q,\operatorname {Z} (N))}은 직접곱 {\displaystyle N\times Q}에 대응한다.
구체적으로,
{\displaystyle {\begin{matrix}&&1&&1&&1\\&&\downarrow &&\downarrow &&\downarrow \\1&\to &\operatorname {Z} (N)&\hookrightarrow &\operatorname {C} _{G}(N)&\twoheadrightarrow &\operatorname {C} _{G}(N)/\operatorname {Z} (N)&\to &1\\&&\downarrow &&\downarrow &&\downarrow \!\wr \\1&\to &N&\hookrightarrow &G&\twoheadrightarrow &Q&\to &1\\&&\downarrow &&\downarrow &&\downarrow \\1&\to &\operatorname {Inn} N&\cong &\operatorname {Aut} N&\to &1\\&&\downarrow &&\downarrow \\&&1&&1\end{matrix}}}
이므로, 짧은 완전열
{\displaystyle 1\to \operatorname {Z} (N)\to \operatorname {C} _{G}(N)\to Q\to 1}
이 존재한다. {\displaystyle \operatorname {Z} (N)}이 아벨 군이며, {\displaystyle \operatorname {Z} (N)}의 {\displaystyle \operatorname {C} _{G}(N)}에 대한 작용은 자명하므로 가능한 {\displaystyle \operatorname {C} _{G}(N)}들은 {\displaystyle \operatorname {H} ^{2}(Q,\operatorname {Z} (N))}과 표준적으로 일대일 대응하며, 주어진 {\displaystyle \operatorname {C} _{G}(N)}에 대하여 {\displaystyle G}는 짧은 완전열
{\displaystyle 1\to \operatorname {C} _{G}(N)\to G\to \operatorname {Aut} N\to 1}
에서 유일하게 결정된다.

### 일반적 정칙 부분군의 경우
일반적인 {\displaystyle N}의 경우, 군의 확대의 동형류들은 여전히 2차 코호몰로지와 일대일 대응하지만, 밑점(영어: basepoint)이 유일하지 않으므로 이 대응은 더 이상 표준적이지 않다.
구체적으로, 확대
{\displaystyle 1\to N\to G\to Q\to 1}
가 주어졌을 때, 표준적인 군 준동형
{\displaystyle Q\to \operatorname {Out} N=\operatorname {Aut} N/\operatorname {Inn} N}
이 존재한다. 임의의 준동형 {\displaystyle \phi \colon Q\to \operatorname {Out} N}에 대하여, 다음 두 조건이 서로 동치이다.:105, Theorem 6.7
- {\displaystyle \phi }를 유도하는 군의 확대 {\displaystyle G}가 존재한다.
- 어떤 특정한 {\displaystyle \theta (Q,\operatorname {Z} (N),\phi )\in \operatorname {H} _{\phi }^{3}(Q,\operatorname {Z} (N))}에 대하여, {\displaystyle \theta (Q,\operatorname {Z} (N),\phi )=0}이다.

즉, {\displaystyle \phi }를 통한 확대의 존재에 대한 걸림돌은 3차 군 코호몰로지의 특정 원소이다.
만약 위 조건이 성립한다면, {\displaystyle \phi }를 통한 임의의 두 확대 {\displaystyle G,G'}에 대하여, 둘의 "차이"를 표준적으로 {\displaystyle \operatorname {H} _{\phi }^{2}(G,\operatorname {Z} (N))}과 일대일 대응시킬 수 있다.:105, Theorem 6.6 즉, {\displaystyle \phi }를 통한 확대들은 {\displaystyle \operatorname {H} _{\phi }^{2}(G,\operatorname {Z} (N))}과 일대일 대응하지만, 이 대응은 표준적이지 않다. 다만, {\displaystyle \phi }가 자명한 작용일 경우, 자명한 확대 {\displaystyle G=N\times Q}를 밑점으로 삼으면 표준적인 일대일 대응을 얻는다.
구체적으로, 이 걸림돌 {\displaystyle \theta (Q,\operatorname {Z} (N),\phi )}는 다음과 같다.:105, Theorem 6.7 완전열
{\displaystyle 1\to \operatorname {Z} (N)\to N\to \operatorname {Aut} N\to \operatorname {Out} N\to 1}
에 의하여, 원소
{\displaystyle u\in \operatorname {H} ^{3}(\operatorname {Out} N,\operatorname {Z} (N))}
가 주어진다. 또한, 군 준동형 {\displaystyle \phi \colon Q\to \operatorname {Out} N}에 의하여, 코호몰로지 군 사이의 준동형
{\displaystyle \phi ^{*}\colon \operatorname {H} ^{\bullet }(\operatorname {Out} ,\operatorname {Z} (N))\to \operatorname {H} ^{\bullet }(Q,\operatorname {Z} (N))}
이 주어진다. 그렇다면
{\displaystyle \theta =\phi ^{*}u}
이다.

## 같이 보기
- 군 코호몰로지
- Ext 함자
- 반직접곱
- 짧은 완전열
- 체의 확대